# Long Term Evolution
Long Term Evolution（ロング・ターム・エヴォリューション）、略称LTE（エルティーイー）は、携帯電話の通信規格である。

## 概要
W-CDMAやCDMA2000等の第3世代携帯電話 (3G) と、第4世代携帯電話 (4G) との間の中間過渡期な技術である。
仕様は標準化団体である3GPPにて3GPP Release.8内で2009年3月に策定された。3GPP上ではE-UTRA (Evolved Universal Terrestrial Radio Access)/E-UTRAN (Evolved Universal Terrestrial Radio Access Network) とも表記されている。
下りはOFDMA (Orthogonal Frequency Division Multiple Access 直交周波数分割多元接続) 、上りはSC-FDMA (Single Carrier Frequency Division Multiple Access シングルキャリア周波数分割多元接続) を採用し、20 MHz幅でピークデータレートが下り方向100 Mbps以上、上り方向50 Mbps以上の通信速度を要求条件として仕様策定が進められた。
3Gと同じ周波数帯域を使用し、帯域幅は1.4、3、5、10、15、20 MHzを選択して使用できる（連続した帯域が20 MHzを越える場合や周波数帯域が同じでも、間に別の事業者の割り当てがあって連続した帯域が確保できない場合は、後述するキャリア・アグリゲーションと呼ばれる技術により帯域を束ねることで、下りの速度を上げることができる。上りは、束ねた中で1波分しか事実上機能しないため、理論上の最大速度は一番帯域幅が広いものの速度となる）。
伝送遅延、待ち受けからの通信状態への遅延（接続遅延）を、以前の通信規格と比較して低減するような技術が盛り込まれている。
無線パケット通信のみをサポートし、音声の通信はVoIPでサポートされる。これを、Voice over LTE、略してVoLTEと称する。
既存の2G及び3G (GSM、W-CDMA、CDMA2000、HSPA、EV-DO) とのハンドオーバーをサポートしているため、LTEサービス立ち上がり当初に問題となるエリアの狭さを既存の2Gや3Gで補うといったことも可能である。通信速度等はそれぞれのシステムに依存する。
「Long Term Evolution」の名称通り、3Gを「長期的進化・発展」させることでスムーズに4Gに移行出来るようにする、いわば橋渡し（中継ぎ）的な役割を期待されている。

## 呼称
前述のとおり、3Gと4Gの中間の技術であることから、第3.9世代携帯電話 (3.9G) と呼ばれる場合もある。
一方で、2010年12月6日に国際電気通信連合はLTEを4Gと呼称することを認めたため、マーケットでは呼称にばらつきが見られる。
この規格は当初NTTドコモがSuper 3Gという名称でコンセプトを含めた提唱をしていた。このためドコモでは長らく「Super 3G」と呼んでいたが、2009年頃からは「LTE」と呼んでおり、その後、2016年秋頃からは「4G」とも呼んでいる。

## 開発経緯
3Gは、W-CDMAと、CDMA2000というCDMA方式が先行し、特許使用料も高かったために世界市場への普及が遅れた。こういった反省から、世界中で使える高速通信可能で低遅延な携帯電話を低価格の特許で実現すべく、3GPPでLTEの標準化が携帯電話通信事業者と機器メーカーの主導で進められた。3Gでの周波数帯内で将来4Gで採用される予定の先進の通信技術を取り込み、現在使われているW-CDMA、HSPA、CDMA2000、EV-DOといった通信規格との後方互換性には配慮していない。

## TD-LTE
時分割複信（TDD方式）のLTEを、特にTD-LTEと称することがある。
FDDのように、上りリンクと下りリンクのために2つの周波数帯を用意する必要がなく、上りリンクと下りリンクを跨いでの無線資源の共有が比較的容易となる。同じくTDDを使用しているWiMAX、XGP、PHS、TD-SCDMAのリプレースにも向いている。
中国の中国移動通信が早くから次世代規格として詳細検討・開発を行った。この方式は上りリンクと下りリンクの無線資源を分割するガード帯域の存在に起因する通信速度の低下を防ぐことが技術的に困難と考えられ、当初は世界でも中国移動通信以外で導入を視野に入れている大手キャリアは存在しなかった。しかし、中国移動通信はリモートラジオヘッドの性能向上やセルの小型化などの工夫で通信速度の低下を大幅に解消し、上海万博でもTD-LTEのデモを行い、100 Mbpsを超えるスループットを実現した。さらに、地域ごとに異なる周波数を設定せざるをえないような国土の広い国で必要とされる周波数境界上の制御には、TD-LTEのほうがFDD方式のLTEよりも適していることをフィールドテストなどで実証している。
2010年にはアメリカのClearwireがTD-LTEのフィールドテストを行うと発表し、ロシアのYotaもTD-LTEによるサービスの開始を予定していると表明した。さらに2011年にはフィンランドのノキアがTD-LTEのフィールドテストを行うと発表し、インドの規制当局もTD-LTEの周波数割り当てを行うことを決めた。2011年9月、サウジアラビア最大手のモビリーと二番手のザインがTD-LTEによるサービスを開始した。

### WiMAXとの関係
携帯機器用の高速無線通信サービスとしては、2009年に日本や米国で商用サービスが開始されたモバイルWiMAX (IEEE 802.16e) がある。WiMAXはLTEに似た要素技術に基づくために、2010年でのLTEのサービス立ち上がり予定時期には、無線基地局の共通化や関連部品の量産効果といった恩恵が受けられるのではないかと期待されていた。
しかしながら、TD-LTEが100 Mbpsを超えるスループットを実現するなど、スペックですでに次世代モバイルWiMAXであるWiMAX2の要求仕様を上回っており、WiMAXの市場は最終的にWiMAX2でなく、TD-LTEに覆われるとの見方もあった。
その後、2012年10月31日のWiMAX ForumにてTD-LTE互換モードを追加したWiMAX Release 2.1(AE) が発表された。
WiMAX Release 2.1(AE)がTD-LTEとの互換となった事を受け、携帯機器用の高速無線通信サービスは将来的にLTE技術への収束が実現するので、無線基地局の共通化や関連部品の量産効果といった恩恵がより一層受けられる事となる。

## 使用技術
周波数帯域幅
1.4, 3, 5, 10, 15, 20 MHzから選択 (最大20 MHz)
データ変調方式
QPSK、16QAM、64QAMのいずれか (上り方向では64QAMはオプション)
多重化方式
FDDの場合、OFDMA (下り) / SC-FDMA (上り)
上りでは単一搬送波を使うSC-FDMAの採用により、電力消費量の削減を考慮した。
全二重化モード
FDDまたはTDD
経路多重化
(基地局アンテナ×端末アンテナ) 1×2, 2×2, 4×2, 4×4 MIMO

## 周波数帯
3GPPの仕様書 (TS 36.101) にて規定されているE-UTRA (LTE) の周波数は以下の通り。基本的にW-CDMA (UMTS) の帯域は利用可能となっている。キャリアアグリゲーションの組み合わせは日本での利用可能性があるものと、SDLに係るもののみ記載する。
「内包」の意味は、あくまでも帯域の一部が被っているだけであり、実際に通信できるという意味ではない。例えば、バンド19はバンド6を内包しているが、チャンネルが全く異なるため、バンド19でバンド6にアクセスできるとは限らない。
| バンド | バンド | 周波数帯         | 上り (MHz)      | 下り (MHz)      | 間隔 (MHz) | 帯域幅 (MHz) | FDD/TDD  | キャリアアグリゲーション (CA) | 地域・オペレータ | 通称                    | 備考 |
| ------ | ------ | ---------------- | --------------- | --------------- | ---------- | ------------ | -------- | --- | --- | ----------------------- | --- |
| 1      | 1      | 2100             | 1920 – 1980     | 2110 – 2170     | 190        | 60×2         | FDD      | - CA_1-3 - CA_1-8 - CA_1-11 - CA_1-18 - CA_1-19 - CA_1-21 - CA_1-26 - CA_1-28 - CA_1-40 - CA_1-41 - CA_1-42 - CA_1-46 - CA_1-3-3 - CA_1-3-8 - CA_1-3-19 - CA_1-3-26 - CA_1-3-28 - CA_1-3-42 - CA_1-8-11 - CA_1-11-18 - CA_1-18-28 - CA_1-19-21 - CA_1-19-28 - CA_1-19-42 - CA_1-21-42 - CA_1-3-19-42 - CA_1-19-21-42 | 日本 NTTドコモ KDDI / 沖縄セルラー電話 ソフトバンク 韓国 LG U+ タイ AIS dtac truemoveH 中国 中国電信 中国聯通 台湾 中華電信 台灣大哥大 遠傳電信 フィリピン スマート                                                                                | IMTコアバンド           | UMTSで、アジア・欧州各国で利用中の周波数。                                                                                       |
| 2      | 2      | 1900             | 1850 – 1910     | 1930 – 1990     | 80         | 60×2         | FDD      | - CA_2-29 - CA_2-4-29 - CA_2-5-29 - CA_2-29-30 - CA_2-4-5-29 - CA_2-4-29-30 | - カナダ - 中南米 | PCS                     | UMTSで、米国・カナダなどが利用中の周波数。                                                                                       |
| 3      | 3      | 1800             | 1710 – 1785     | 1805 – 1880     | 95         | 75×2         | FDD      | - CA_3 - CA_1-3 - CA_3-8 - CA_3-19 - CA_3-26 - CA_3-28 - CA_3-41 - CA_3-42 - CA_3-46 - CA_1-3-3 - CA_1-3-8 - CA_1-3-19 - CA_1-3-26 - CA_1-3-28 - CA_1-3-42 - CA_3-19-42 - CA_3-41-42 - CA_1-3-19-42 | 日本 NTTドコモ (東名阪バンド) KDDI/沖縄セルラー電話 ソフトバンク [ 注 1 ] 楽天モバイル 香港 CSL 3香港 PCCW 中国移動 SmarTone 台湾 中華電信 台灣大哥大 遠傳電信 韓国 KT SKテレコム タイ AIS truemoveH 豪州 欧州 中国 中国電信 中国聯通 インドネシア | DCS                     | バンド9を内包。 2015年現在、最も多くのキャリアが LTE にて利用しているグローバルバンド。欧州・アジアなど、GSMでも利用中の周波数。 |
| 4      | 4      | 1700/2100 (1721) | 1710 – 1755     | 2110 – 2155     | 400        | 45×2         | FDD      | - CA_4-29 - CA_4-46 - CA_2-4-29 - CA_4-5-29 - CA_4-29-30 - CA_2-4-5-29 - CA_2-4-29-30 | 米国 AT&Tモビリティ T-Mobile US MetroPCS ベライゾン・ワイヤレス | AWS                     | |
| 5      | 5      | 850              | 824 – 849       | 869 – 894       | 45         | 25×2         | FDD      | - CA_5-29 - CA_2-5-29 - CA_4-5-29 - CA_2-4-5-29 | 韓国 SKテレコム LG U+ 豪州 Vodafone 中国 中国電信 | CLR                     | 米国・セルラーバンド バンド6を内包。 UMTSで米国・オーストラリアなどで利用中の周波数。                                            |
| 6      | 6      | 800              | 830 – 840       | 875 – 885       | 45         | 10×2         | FDD      | | | UMTS800                 | |
| 7      | 7      | 2600             | 2500 – 2570     | 2620 – 2690     | 120        | 70×2         | FDD      | - CA_7 - CA_3-7 - CA_4-7 - CA_7-20 | 台湾 中華電信 遠傳電信 台湾之星 タイ (予定) 北欧 TeliaSonera 香港 CSL 3香港 PCCW 中国移動 韓国 LG U+ 豪州 カナダ 中南米 | 拡張IMTバンド           | |
| 8      | 8      | 900              | 880 – 915       | 925 – 960       | 45         | 35×2         | FDD      | - CA_1-8 - CA_3-8 - CA_8-11 - CA_8-41 - CA_1-3-8 - CA_1-8-11 | 日本 ソフトバンク 韓国 KT タイ AIS truemoveH 欧州 中南米 中国 中国聯通 台湾 中華電信 台湾之星 亞太電信 インドネシア | GSM                     | UMTSでは日本・英国・豪州・タイなどで利用中。                                                                                     |
| 9      | 9      | 1700             | 1749.9 – 1784.9 | 1844.9 – 1879.9 | 95         | 35×2         | FDD      | | | UMTS1800                | |
| 10     | 10     | 1700/2100 (1721) | 1710 – 1770     | 2110 – 2170     | 400        | 60×2         | FDD      | | エクアドル ペルー ウルグアイ | 拡張AWS                 | バンド4を内包 |
| 11     | 11     | 1500             | 1427.9 – 1447.9 | 1475.9 – 1495.9 | 48         | 20×2         | FDD      | - CA_1-11 - CA_8-11 - CA_11-18 - CA_1-8-11 - CA_1-11-18 | 日本 KDDI/沖縄セルラー電話 ソフトバンク | PDC                     | |
| 12     | 12     | 700              | 699 – 716       | 729 – 746       | 30         | 17×2         | FDD      | - CA_4-12 - CA_5-12 - CA_5-17 | 米国 T-Mobile US (Aブロック) [ 注 2 ] AT&Tモビリティ (B、Cブロック。バンド17参照) | US lower 700            | 米国・US lower 700 A、B、Cブロックに相当 バンド17を内包                                                                          |
| 13     | 13     | 700              | 777 – 787       | 746 – 756       | -31        | 10×2         | FDD      | - CA_4-13 | 米国 ベライゾン・ワイヤレス | US upper 700            | 米国・US upper 700 Cブロックに相当                                                                                               |
| 14     | 14     | 700              | 788 – 798       | 758 – 768       | -30        | 10×2         | FDD      | | | US upper 700            | 米国・US upper 700 Dブロックに相当 (公共安全ブロードバンド帯を含む)                                                              |
| 15     | 15     | Reserved         | Reserved        | Reserved        | Reserved   | Reserved     | FDD      | | |                         | |
| 16     | 16     | Reserved         | Reserved        | Reserved        | Reserved   | Reserved     | FDD      | | |                         | |
| 17     | 17     | 700              | 704 – 716       | 734 – 746       | 30         | 12×2         | FDD      | - CA_2-17 - CA_4-17 - CA_5-17 | 米国 AT&Tモビリティ ドコモパシフィック | US lower 700            | 米国・US lower 700 B、Cブロックに相当                                                                                            |
| 18     | 18     | 800              | 815 – 830       | 860 – 875       | 45         | 15×2         | FDD      | - CA_1-18 - CA_11-18 - CA_18-28 - CA_1-11-18 - CA_1-18-28 | 日本 KDDI/沖縄セルラー電話 | Japan lower 800         | 日本ではN800 (新800) 帯とも呼ばれる                                                                                              |
| 19     | 19     | 800              | 830 – 845       | 875 – 890       | 45         | 15×2         | FDD      | - CA_1-3-19 - CA_1-19 - CA_3-19 - CA_19-21 - CA_19-28 - CA_19-42 - CA_1-19-21 - CA_1-19-28 - CA_1-19-42 - CA_3-19-42 - CA_19-21-42 - CA_1-3-19-42 - CA_1-19-21-42 | 日本 NTTドコモ | Japan upper 800         | バンド6を内包 日本ではN800 (新800) 帯とも呼ばれる                                                                                |
| 20     | 20     | 800              | 832 – 862       | 791 – 821       | -41        | 30×2         | FDD      | - CA_20-32 - CA_20-67 | - 欧州 | DD800                   | |
| 21     | 21     | 1500             | 1447.9 – 1462.9 | 1495.9 – 1510.9 | 48         | 15×2         | FDD      | - CA_1-21 - CA_19-21 - CA_21-42 - CA_1-19-21 - CA_1-21-42 - CA_19-21-42 - CA_1-19-21-42 | 日本 NTTドコモ | PDC                     | |
| 22     | 22     | 3500             | 3410 – 3490     | 3510 – 3590     | 100        | 80×2         | FDD      | | |                         | |
| 23     | 23     | 2000             | 2000 – 2020     | 2180 – 2200     | 180        | 20×2         | FDD      | - CA_23-29 | 米国 Dish Network | S-Band                  | |
| 24     | 24     | 1600             | 1626.5 – 1660.5 | 1525 – 1559     | -101.5     | 34×2         | FDD      | | 米国 LightSquared （ 英語版 ） | L-Band                  | |
| 25     | 25     | 1900             | 1850 – 1915     | 1930 – 1995     | 80         | 65×2         | FDD      | - CA_25-25 | 米国 Sprint | 拡張PCS                 | バンド2を内包 |
| 26     | 26     | 850              | 814 – 849       | 859 – 894       | 45         | 35×2         | FDD      | - CA_1-3-26 - CA_1-26 - CA_3-26 - CA_26-41 | 日本 NTTドコモ (MFBI) KDDI/沖縄セルラー電話 (MFBI) 米国 Sprint 中国 中国電信 |                         | バンド5, 6, 18, 19を内包 |
| 27     | 27     | 850              | 807 – 824       | 852 – 869       | 45         | 17×2         | FDD      | | | ESMR                    | |
| 28     | 28     | 700              | 703 – 748       | 758 – 803       | 55         | 45×2         | FDD      | - CA_1-3-28 - CA_1-28 - CA_3-28 - CA_28-41 - CA_28-42 | 豪州 Optus Telstra ブラジル (2016年予定) ニュージーランド 中南米 | APT700                  | |
| 28     | 28A    | 700              | 703 – 733       | 758 – 788       | 55         | 30×2         | FDD      | - CA_18-28 - CA_1-18-28 | 日本 KDDI/沖縄セルラー電話 楽天モバイル 台湾 亞太電信 遠傳電信 | APT700 (Lower Duplexer) | |
| 28     | 28B    | 700              | 718 – 748       | 773 – 803       | 55         | 30×2         | FDD      | - CA_19-28 - CA_1-19-28 | 日本 KDDI/沖縄セルラー電話 NTTドコモ ソフトバンク 台湾 台湾大哥大 | APT700 (Upper Duplexer) | |
| 29     | 29     | 700              | なし            | 717 – 728       | N/A        |              | FDD      | - CA_2-29 - CA_4-29 - CA_5-29 - CA_23-29 - CA_29-30 - CA_2-4-29 - CA_2-5-29 - CA_2-29-30 - CA_4-5-29 - CA_4-29-30 - CA_2-4-5-29 - CA_2-4-29-30 | 米国 AT&T (予定) | US lower 700            | 米国・US lower 700 D、Eブロックに相当 バンド2とバンド4をキャリアアグリゲーションして用いる                                       |
| 30     | 30     | 2300             | 2305 – 2315     | 2350 – 2360     | 45         | 10×2         | FDD      | - CA_29-30 - CA_2-29-30 - CA_4-29-30 - CA_2-4-29-30 | 米国 AT&T (予定) | WCS                     | |
| 31     | 31     | 450              | 452.5 – 457.5   | 462.5 – 467.5   | 10         | 5×2          | FDD      | | - 中南米及びカリブ海地域 |                         | |
| 32     | 32     |                  | なし            | 1452 – 1496     | N/A        | 10×2         | FDD      | - CA_20-32 | - 欧州 |                         | SDL |
| 33     | 33     |                  | 1900 – 1920     | 1900 – 1920     |            | 20           | TDD      | | |                         | |
| 34     | 34     |                  | 2010 – 2025     | 2010 – 2025     |            | 15           | TDD      | | |                         | 旧アイピーモバイルに割り当てられていた帯域にあたる                                                                               |
| 35     | 35     |                  | 1850 – 1910     | 1850 – 1910     |            | 60           | TDD      | | | PCS uplink              | |
| 36     | 36     |                  | 1930 – 1990     | 1930 – 1990     |            | 60           | TDD      | | | PCS downlink            | |
| 37     | 37     |                  | 1910 – 1930     | 1910 – 1930     |            | 20           | TDD      | | | PCS guardband           | |
| 38     | 38     |                  | 2570 – 2620     | 2570 – 2620     |            | 50           | TDD      | - CA_38 | タイ(予定) 台湾 遠傳電信 亞太電信 欧州 ロシア 中国 中国移動 |                         | |
| 39     | 39     |                  | 1880 – 1920     | 1880 – 1920     |            | 40           | TDD      | | - 中国 (中国移動) |                         | バンド33を内包 中国ではTD-SCDMA、日本ではPHSで利用                                                                               |
| 40     | 40     |                  | 2300 – 2400     | 2300 – 2400     |            | 100          | TDD      | - CA_40 | タイ(予定) 香港 中国移動 豪州 Optus 中国 インド 南アフリカ インドネシア Bolt! |                         | |
| 41     | 41     |                  | 2496 – 2690     | 2496 – 2690     |            | 194          | TDD      | - CA_41 - CA_1-41 - CA_3-41 - CA_8-41 - CA_26-41 - CA_28-41 - CA_41-42 - CA_41-46 - CA_3-41-42 | 米国 クリアワイア 中国 [ 16 ] 日本 UQコミュニケーションズ ( WiMAX 2+ ) Wireless City Planning (AXGPサービス) | BRS/EBS                 | バンド38を内包 日本では、「BWAバンド」として使用。                                                                               |
| 42     | 42     |                  | 3400 – 3600     | 3400 – 3600     |            | 200          | TDD      | - CA_42 - CA_1-42 - CA_1-3-42 - CA_3-42 - CA_19-42 - CA_21-42 - CA_28-42 - CA_41-42 - CA_42-46 - CA_1-19-42 - CA_1-21-42 - CA_3-19-42 - CA_3-41-42 - CA_19-21-42 - CA_1-3-19-42 - CA_1-19-21-42 | 日本 NTTドコモ KDDI/沖縄セルラー電話 ソフトバンク | 3.5 GHz帯               | |
| 43     | 43     |                  | 3600 – 3800     | 3600 – 3800     |            | 200          | TDD      | | | 3.5 GHz帯               | |
| 44     | 44     |                  | 703 – 803       | 703 – 803       |            | 100          | TDD      | | |                         | |
| 45     | 45     |                  | 1447 – 1467     | 1447 – 1467     |            | 20           | TDD      | | - 中国 | L-Band                  | |
| 46     | 46     |                  | 5150 – 5925     | 5150 – 5925     |            | 775          | TDD      | - CA_1-46 - CA_3-46 - CA_4-46 - CA_41-46 - CA_42-46 | | U-NII                   | LTE-UおよびLAA用。Rel-13ではULを不使用。                                                                                         |
| 47     | 47     |                  | 5855 – 5925     | 5855 – 5925     |            |              | TDD      | | | U-NII-4                 | |
| 48     | 48     |                  | 3550 – 3700     | 3550 – 3700     |            |              | TDD      | | - 米国 | CBRS                    | |
| 49     |        |                  | 3550 – 3700     | 3550 – 3700     |            |              | TDD      | | |                         | |
| 50     | 50     |                  | 1432 – 1517     | 1432 – 1517     |            |              | TDD      | | 欧州 | L Band                  | |
| 51     | 51     |                  | 1427 – 1432     | 1427 – 1432     |            |              | TDD      | | 欧州 | Extended L‑Band         | |
| 52     | 52     |                  | 3300 – 3400     | 3300 – 3400     |            |              | TDD      | | |                         | |
| ...    |        |                  |                 |                 |            |              |          | | |                         | |
| 64     | 64     | Reserved         | Reserved        | Reserved        | Reserved   | Reserved     | Reserved | | |                         | |
| 65     | 65     | 2100             | 1920 – 2010     | 2110 – 2200     | 190        | 90×2         | FDD      | | | MSS (2100+)             | |
| 66     | 66     | 1700/2100 (1721) | 1710 – 1780     | 2110 – 2200     | 400        | 70+90        | FDD      | | | AWS-3                   | |
| 67     | 67     |                  | なし            | 738 – 758       | N/A        | 20           | FDD      | - CA_20-67 | - 欧州 | 700 EU                  | SDL Band 28Bの上りとオーバーラップ                                                                                               |
| 68     | 68     |                  | 698 – 728       | 753 – 783       |            |              | FDD      | | | ME 700                  | |
| 69     | 69     |                  |                 | 2570 – 2620     |            |              | FDD      | | | IMT-E                   | |
| 70     | 70     |                  | 1695 – 1710     | 1995 – 2020     |            |              | FDD      | | | AWS‑4                   | |
| 71     | 71     |                  | 663 – 698       | 617 – 652       |            |              | FDD      | | | US Digital Dividend     | |
| 72     | 72     |                  | 451 – 456       | 461 – 466       |            |              | FDD      | | | PMR / PAMR              | |
| 73     | 73     |                  | 450 – 455       | 460 – 465       |            |              | FDD      | | | PMR / PAMR              | |
| 74     | 74     |                  | 1427 – 1470     | 1475 – 1518     |            |              | FDD      | | - 米国 | Lower L Band            | |
| 75     | 75     |                  |                 | 1432 – 1517     |            |              | FDD      | | - 欧州 | L‑Band                  | |
| 76     | 76     |                  |                 | 1427 – 1432     |            |              | FDD      | | - 欧州 | Extended L‑Band         | |
| 85     | 85     |                  | 698 – 716       | 728 – 746       |            |              | FDD      | | | Extended Lower SMH      | |
| ...    |        |                  |                 |                 |            |              |          | | |                         | |
| 252    | 252    |                  | なし            | 5150 – 5250     |            |              | FDD      | | | Unlicensed NII-1        | |
| 255    | 255    |                  | なし            | 5725 – 5850     |            |              | FDD      | | | Unlicensed NII-3        | |

## UE Category
| 名称         | カテゴリー             | リリース               | 下り方向 (DL)           | 下り方向 (DL)          | 上り方向 (UL)         | 上り方向 (UL) | MIMO                | 採用端末                          |
| 名称         | カテゴリー             | リリース               | 最大受信速度            | 256QAM                 | 最大送信速度          | 64QAM         | MIMO                | 採用端末                          |
| ------------ | ---------------------- | ---------------------- | ----------------------- | ---------------------- | --------------------- | ------------- | ------------------- | --------------------------------- |
| LTE-Advanced | Category 0             | Release 12             | 1 Mbps                  | 非対応                 | 1 Mbps                | 非対応        | 1                   | ーーー                            |
| LTE          | Category 1             | Release 8              | 10 Mbps (≒10.29 Mbps)   | 非対応                 | 5 Mbps (≒5.16 Mbps)   | 非対応        | 2                   | ーーー                            |
| LTE          | Category 2             | Release 8              | 50 Mbps (≒51.02 Mbps)   | 非対応                 | 25 Mbps (≒25.45 Mbps) | 非対応        | 2                   | ーーー                            |
| LTE          | Category 3             | Release 8              | 100 Mbps (≒102.0 Mbps)  | 非対応                 | 50 Mbps (≒51.02 Mbps) | 非対応        | 2                   | - iPhone 5/5s/5c - Galaxy S III   |
| LTE          | Category 4             | Release 8              | 150 Mbps (≒150.7 Mbps)  | 非対応                 | 50 Mbps (≒51.02 Mbps) | 非対応        | 2                   | - iPhone 6/Plus/SE - XPERIA Z1    |
| LTE          | Category 5             | Release 8              | 300 Mbps (≒299.5 Mbps)  | 非対応                 | 75 Mbps (≒75.37 Mbps) | 対応          | 4                   | ーーー                            |
| LTE-Advanced | Category 6             | Release 10             | 300 Mbps (≒301.5 Mbps)  | 非対応                 | 50 Mbps (≒51.02 Mbps) | 非対応        | 2 or 4              | - iPhone 6s/Plus - Galaxy S6/Edge |
| Category 7   | 100 Mbps (≒102.0 Mbps) | Release 10             | 300 Mbps (≒301.5 Mbps)  | 非対応                 | ーーー                | 非対応        | 2 or 4              |                                   |
| Category 8   | 3.0 Gbps (≒2998 Mbps)  | Release 10             | 1.5 Gbps (≒1497.8 Mbps) | 非対応                 | 対応                  | 8             | ーーー              |                                   |
| Category 9   | Release 11             | 450 Mbps (≒452.2 Mbps) | 50 Mbps (≒51.02 Mbps)   | 非対応                 | 非対応                | 2 or 4        | - AQUOS Zeta SH-01H |                                   |
| Category 10  | Release 11             | 450 Mbps (≒452.2 Mbps) | 100 Mbps (≒102.0 Mbps)  | 非対応                 | 非対応                | 2 or 4        | ーーー              |                                   |
| Category 11  | Release 11             | 600 Mbps (≒603.0 Mbps) | 対応可能                | 50 Mbps (≒51.02 Mbps)  | 非対応                | 2 or 4        | ーーー              |                                   |
| Category 12  | Release 11             | 600 Mbps (≒603.0 Mbps) | 対応可能                | 100 Mbps (≒102.0 Mbps) | 非対応                | 2 or 4        | ーーー              |                                   |

Release 12以降は、DL Category (受信)とULCategory (送信)を分離して様々な組み合わせで策定することになる。例えば
- UE Category 6であれば、DL Category 6 / UL Category 3
- UE Category 7であれば、DL Category 7 / UL Category 7
- UE Category 11であれば、DL Category 11 / UL Category 3

に相当する。
| 名称             | リリース   | DL Category | UL Category | 下り方向(DL)            | 下り方向(DL) | 上り方向(UL)            | 上り方向(UL) | MIMO   | 後方互換性    | 後方互換性  | 後方互換性  |
| 名称             | リリース   | DL Category | UL Category | 最大受信速度            | 256QAM       | 最大送信速度            | 64QAM        | MIMO   | UE Category   | DL Category | UL Category |
| ---------------- | ---------- | ----------- | ----------- | ----------------------- | ------------ | ----------------------- | ------------ | ------ | ------------- | ----------- | ----------- |
| LTE-Advanced     | Release 12 | DL Cat.0    | UL Cat.0    | 1 Mbps                  | 非対応       | 1 Mbps                  | 非対応       | 1      | 不可          | ーーー      | ーーー      |
| LTE-Advanced     | Release 12 | DL Cat.6    | UL Cat.5    | 300 Mbps (≒301.5 Mbps)  | 非対応       | 75 Mbps (≒75.37 Mbps)   | 対応         | 2 or 4 | Cat.6/4       | ーーー      | ーーー      |
| LTE-Advanced     | Release 12 | DL Cat.7    | UL Cat.13   | 300 Mbps (≒301.5 Mbps)  | 非対応       | 150 Mbps (≒150.7 Mbps)  | 対応         | 2 or 4 | Cat.7/4       | ーーー      | ーーー      |
| LTE-Advanced     | Release 12 | DL Cat.9    | UL Cat.5    | 450 Mbps (≒452.2 Mbps)  | 非対応       | 75 Mbps (≒75.37 Mbps)   | 対応         | 2 or 4 | Cat.9/6/4     | ーーー      | ーーー      |
| LTE-Advanced     | Release 12 | DL Cat.10   | UL Cat.13   | 450 Mbps (≒452.2 Mbps)  | 非対応       | 150 Mbps (≒150.7 Mbps)  | 対応         | 2 or 4 | Cat.10/7/4    | ーーー      | ーーー      |
| LTE-Advanced     | Release 12 | DL Cat.11   | UL Cat.5    | 600 Mbps (≒603.0 Mbps)  | 対応可能     | 75 Mbps (≒75.37 Mbps)   | 対応         | 2 or 4 | Cat.11/9/6/4  | ーーー      | ーーー      |
| LTE-Advanced     | Release 12 | DL Cat.12   | UL Cat.13   | 600 Mbps (≒603.0 Mbps)  | 対応可能     | 150 Mbps (≒150.7 Mbps)  | 対応         | 2 or 4 | Cat.12/10/7/4 | ーーー      | ーーー      |
| LTE-Advanced     | Release 12 | DL Cat.13   | UL Cat.3    | 390 Mbps (≒391.6 Mbps)  | 必須         | 50 Mbps (≒51.02 Mbps)   | 非対応       | 2 or 4 | Cat.6/4       | ーーー      | ーーー      |
| LTE-Advanced     | Release 12 | DL Cat.13   | UL Cat.5    | 390 Mbps (≒391.6 Mbps)  | 必須         | 75 Mbps (≒75.37 Mbps)   | 対応         | 2 or 4 | Cat.6/4       | ーーー      | ーーー      |
| LTE-Advanced     | Release 12 | DL Cat.13   | UL Cat.7    | 390 Mbps (≒391.6 Mbps)  | 必須         | 100 Mbps (≒102.0 Mbps)  | 非対応       | 2 or 4 | Cat.7/4       | ーーー      | ーーー      |
| LTE-Advanced     | Release 12 | DL Cat.13   | UL Cat.13   | 390 Mbps (≒391.6 Mbps)  | 必須         | 150 Mbps (≒150.7 Mbps)  | 対応         | 2 or 4 | Cat.7/4       | ーーー      | ーーー      |
| LTE-Advanced     | Release 12 | DL Cat.14   | UL Cat.8    | 3.9 Gbps (≒3916 Mbps)   | 必須         | 1.5 Gbps (≒1497.8 Mbps) | 対応         | 8      | Cat.8/5       | ーーー      | ーーー      |
| LTE-Advanced Pro | Release 13 | DL Cat.15   | UL Cat.3    | 800 Mbps (≒798.8 Mbps)  | 対応可能     | 50 Mbps (≒51.02 Mbps)   | 非対応       | 2 or 4 | Cat.11/9/6/4  | ーーー      | ーーー      |
| LTE-Advanced Pro | Release 13 | DL Cat.15   | UL Cat.5    | 800 Mbps (≒798.8 Mbps)  | 対応可能     | 75 Mbps (≒75.37 Mbps)   | 対応         | 2 or 4 | Cat.11/9/6/4  | Cat.11      | Cat.5       |
| LTE-Advanced Pro | Release 13 | DL Cat.15   | UL Cat.7    | 800 Mbps (≒798.8 Mbps)  | 対応可能     | 100 Mbps (≒102.0 Mbps)  | 非対応       | 2 or 4 | Cat.12/10/7/4 | ーーー      | ーーー      |
| LTE-Advanced Pro | Release 13 | DL Cat.15   | UL Cat.13   | 800 Mbps (≒798.8 Mbps)  | 対応可能     | 150 Mbps (≒150.7 Mbps)  | 対応         | 2 or 4 | Cat.12/10/7/4 | Cat.12      | Cat.13      |
| LTE-Advanced Pro | Release 13 | DL Cat.16   | UL Cat.3    | 1.0 Gbps (≒1051.3 Mbps) | 対応可能     | 50 Mbps (≒51.02 Mbps)   | 非対応       | 2 or 4 | Cat.11/9/6/4  | ーーー      | ーーー      |
| LTE-Advanced Pro | Release 13 | DL Cat.16   | UL Cat.5    | 1.0 Gbps (≒1051.3 Mbps) | 対応可能     | 75 Mbps (≒75.37 Mbps)   | 対応         | 2 or 4 | Cat.11/9/6/4  | Cat.11      | Cat.5       |
| LTE-Advanced Pro | Release 13 | DL Cat.16   | UL Cat.7    | 1.0 Gbps (≒1051.3 Mbps) | 対応可能     | 100 Mbps (≒102.0 Mbps)  | 非対応       | 2 or 4 | Cat.12/10/7/4 | ーーー      | ーーー      |
| LTE-Advanced Pro | Release 13 | DL Cat.16   | UL Cat.13   | 1.0 Gbps (≒1051.3 Mbps) | 対応可能     | 150 Mbps (≒150.7 Mbps)  | 対応         | 2 or 4 | Cat.12/10/7/4 | Cat.12      | Cat.13      |
| LTE-Advanced Pro | Release 13 | DL Cat.17   | UL Cat.14   | 25 Gbps (≒25065 Mbps)   | 必須         | 9.5 Gbps (≒9585.6 Mbps) | 対応         | 8      | Cat.8/5       | Cat.14      | Cat.8       |

## IoT向け
ここでは、IoT向けにRel.12・Rel13で規定された規格を下表で示す。
|        | リリース   | 所要帯域 | 通信距離 | 下り方向(DL) | 上り方向(UL)                                    | 省電力機構         |
| ------ | ---------- | -------- | -------- | ------------ | ----------------------------------------------- | ------------------ |
| Cat.0  | Release 12 | ?        | ?        | 1 Mbps       | 1 Mbps                                          | ?                  |
| LTE-M  | Release 12 | 1.08 MHz | 11 km    | 10 - 1 Mbps  | 10 - 1 Mbps                                     | PSM,CDRX,ext.I-DRX |
| NB-IoT | Release 13 | 180 KHz  | 15 km    | 250 Kbps     | 250 Kps(マルチトーン)/20 Kbps（シングルトーン） | PSM,CDRX,ext.I-DRX |

## 各国・地域の状況

### 日本の状況
| オペレータ            | バンド | バンド | バンド | バンド | バンド | バンド | バンド | バンド | バンド | バンド | バンド | バンド | バンド | バンド | バンド | バンド | バンド | バンド | バンド | バンド | バンド | バンド | バンド | バンド | バンド | バンド | バンド | バンド | バンド | バンド | バンド | バンド | バンド | バンド | バンド | バンド | バンド | バンド | バンド | バンド | バンド | バンド | バンド | バンド | バンド | バンド | バンド | バンド | バンド | バンド |
| オペレータ            | 1      | 2      | 3      | 4      | 5      | 6      | 7      | 8      | 9      | 10     | 11     | 12     | 13     | 14     | 17     | 18     | 19     | 20     | 21     | 22     | 23     | 24     | 25     | 26     | 27     | 28     | 30     | 31     | 33     | 34     | 35     | 36     | 37     | 38     | 39     | 40     | 41     | 42     | 43     | 44     | 45     | 46     | 47     | 48     | 49     | 50     | 51     | 52     | 53     | 54     |
| --------------------- | ------ | ------ | ------ | ------ | ------ | ------ | ------ | ------ | ------ | ------ | ------ | ------ | ------ | ------ | ------ | ------ | ------ | ------ | ------ | ------ | ------ | ------ | ------ | ------ | ------ | ------ | ------ | ------ | ------ | ------ | ------ | ------ | ------ | ------ | ------ | ------ | ------ | ------ | ------ | ------ | ------ | ------ | ------ | ------ | ------ | ------ | ------ | ------ | ------ | ------ |
| NTTドコモ             | ○      |        | ○      |        |        |        |        |        |        |        |        |        |        |        |        |        | ○      |        | ○      |        |        |        |        | ○      |        | ○      |        |        |        |        |        |        |        |        |        |        |        | ○      |        |        |        |        |        |        |        |        |        |        |        |        |
| KDDI 沖縄セルラー電話 | ○      |        | ○      |        |        |        |        |        |        |        | ○      |        |        |        |        | ○      |        |        |        |        |        |        |        | ○      |        | ○      |        |        |        |        |        |        |        |        |        |        | ○      | ○      |        |        |        |        |        |        |        |        |        |        |        |        |
| ソフトバンク          | ○      |        | ○      |        |        |        |        | ○      |        |        | ○      |        |        |        |        |        |        |        |        |        |        |        |        |        |        | ○      |        |        |        |        |        |        |        |        |        |        | ○      | ○      |        |        |        |        |        |        |        |        |        |        |        |        |
| 楽天モバイル          |        |        | ○      |        |        |        |        |        |        |        |        |        |        |        |        |        |        |        |        |        |        |        |        |        |        | ○      |        |        |        |        |        |        |        |        |        |        |        |        |        |        |        |        |        |        |        |        |        |        |        |        |

700 MHz帯 (Band 28) は、 LowバンドがKDDI/沖縄セルラー電話連合に、MiddleバンドがNTTドコモに、Highバンドがイー・アクセス (現在はソフトバンクモバイル) に、それぞれ割り当てられていて、いずれのグループもLTE向けに利用を予定している。各グループが実際に利用可能となるのは早くても2014年 - 2015年頃であり、現在この周波数帯を利用している事業者に対する立退き・移行措置の実施が完了して、初めて利用開始となる。これは、ソフトバンクモバイルに割り当てられた900 MHz帯もほぼ同様である。
NTTドコモ
2006年7月から8月にかけて装置開発に向けたメーカーを募集。
2007年7月より実証実験を開始している。
2008年2月 - 3月には、神奈川県横須賀市での屋外実証実験にて250 Mbpsのパケット信号伝送に成功。
ユビキタス特区制度を利用し、富士通と共同で北海道札幌市市街地で1.5 GHz帯の電波を利用したフィールド実証実験を行い、4×4 Pre-coding MIMOを適用し、帯域幅10 MHz×2にて下り最大120 Mbpsの伝送を実現した。ほかにも、低消費電力のMIMO信号分離用LSIを試作するなど、ハード面での研究開発も行っている。
2010年6月8日、LTE商用ネットワークの試験運用を開始。
2010年7月29日、ドコモのLTEサービス名を「Xi (クロッシィ)」と発表。
2010年12月24日に、5 MHz×幅×2の帯域を使用した商用サービスを開始した。この時点ではFOMAハイスピードとのデュアル式のデータ端末 (L-02C) のみで、2 GHz帯 (Band 1) を用いる。
2011年度からFOMAとのデュアルモード端末で音声通話サービスを提供した。
2012年11月16日からは、新800 MHz帯 (Band 19) および1.5 GHz帯 (Band 21) によるサービスを開始し、東名阪を除く地域 (東名阪では2014年3月末のMCAバンドの免許失効まで獲得した1.5 GHz帯のうち7.5 MHz幅×2が使えないため) で下り最大112.5 Mbpsの通信速度に対応したが、2012年冬モデル (Xi端末のほとんどが1.5 GHz帯エリア対応) の時点では端末がUE Category 4に対応していないため、15 MHz幅×2がフル活用できるエリアであっても下り最大112.5 Mbpsのスピードは出せず、下り最大100 Mbps程度でのサービスでの提供となるとしている。2013年9月20日から iPhone 5s/5c の発売と同時に東名阪バンドである1.7 GHz帯 (LTEとしては1800 MHz帯。Band 3) によるサービスを開始した。2015年1月頃からは、700 MHz帯(バンド28)によるサービスを開始。
ドコモでは、過去のPDCや、FOMA初期のW-CDMA標準仕様の非準拠という反省を踏まえ、世界市場と協調して規格の制定・導入を行うと表明しており、商用サービスの開始も、W-CDMAの時のように世界初ではなく、他国のオペレーターの開始と合わせたものになった。
2014年6月からは、順次VoLTE（ドコモでは「ボルテ」と表記する）による音声通話サービスの提供を開始した。
2016年より、TD-LTEのサービスを開始予定。当初は、Bands 3のFDDバンドとのCAサービスとなる予定としていることから、東名阪地区限定となる見通し。
KDDI・沖縄セルラー電話連合 (各auブランド)
同社は当初、同社が推進する『Ultra 3G』の構想の一環として第3.9世代の通信方式にUMBを導入する予定だった。2009年 - 2010年には「CDMA 1X WIN」の最上位サービスにあたるCDMA2000 1x EV-DO Rev.Bのサービスを検討していたが、LTEの導入を決定したため、Rev.Bの導入を解消した。その代わりにCDMA2000 1x EV-DO Multicarrier Rev.A (新800 MHz帯および2 GHz帯の電波を利用する) をWIN HIGH SPEEDとして2010年10月に開始した。また、ブランド名称に4Gを入れた理由は、LTEを4Gと呼称してよいとなった上、世界的にもベライゾン・ワイヤレス、およびスプリント・ネクステルなどがLTEを4Gとして扱っているため、それに合わせることになった。
2008年11月7日、第3.9世代の通信方式にLTEを導入することを明らかにした。
2008年12月3日に正式にリリースを行った。
2010年3月には那須塩原地区にLTEに対応した5つの基地局を設置した。
2012年9月21日、LTEサービス「au 4G LTE」はiPhone 5の発売に併せ、商用サービスを順次開始し、当面の間は2.1 GHz帯 (Band 1) をiPhone 5用に、N800 MHz帯 (Band 18) および1.5 GHz帯 (Band 11) をLTE対応のAndroid搭載スマートフォン用にそれぞれ割り当てられる。他キャリアのLTEサービスにない独自の技術として「eCSFB (enhanced Circuit Switched Fallback)」という高速なCSフォールバック (音声着信時にLTEから3Gに回線を約4秒で切り替える技術) がサービス開始当初から導入されているのが同キャリアの最も大きな特徴となっている。
2012年9月21日の時点では、バンド1によるサービスを開始。11月2日よりバンド11/18によるサービスも開始。2013年夏発表のAndroid端末からは今までのバンド18・バンド11のみだったものがバンド1にも対応するようになり、一部地域で100 Mbpsに対応した。
2013年9月20日より発売が開始されたiPhone 5s、およびiPhone 5cに関しては、2.1 GHz帯 (Band 1) に加え、新たに従来のiPhone 5に対応していなかったN800 MHz帯 (Band 18) に対応している。
2014年夏からは、N800 MHz帯と2 GHz帯のキャリア・アグリゲーション(CA)技術による150 Mbpsのサービスを開始した。
2014年12月からは、VoLTEによる音声通話サービス「au VoLTE」のサービスを提供開始。
ソフトバンクモバイル（現・ソフトバンク(新)）
2008年1月から2月にかけて日本エリクソンと共同で屋内実験を行った。2009年初めよりファーウェイの実験装置を用い、茨城県水戸市で実験を行うと発表した。
2009年度中にユビキタス特区制度を利用し福岡県北九州市八幡東区でも実証実験を行った。1.5 GHz帯の電波を利用する。
2011年の段階では1.5 GHz帯でDC-HSDPAのサービスを開始。
2012年9月21日、LTEサービス「SoftBank 4G LTE」は2 GHz帯 (Band 1) の5 MHz×2を使用して先述のKDDI/沖縄セルラー連合と同様に商用サービスを開始した。
2012年12月、当初テザリングには当面対応しないとしていたが、対応することとなった。
2014年夏ごろからは、900 MHz帯 (Band 8) の利用可能な周波数幅が従来の5 MHz×2(3Gにて利用)から15 MHz×2へ拡大したため、新たに利用可能となった10 MHz×2を使いLTEサービスを開始した。
VoLTEは、2014年末に開始。
ソフトバンク・ウィルコム沖縄連合 (各Y!mobileブランド、旧・ワイモバイル)
2008年10月6日に東京都港区での屋外実証実験に向け実験試験局免許を申請した (1.5 GHz帯の電波を利用する)。2011年11月より既存の獲得帯域 (1.7 GHz帯) で試験電波実験を開始し、本サービス「EMOBILE LTE」は2012年3月15日より開始した。帯域自体は従来の3.5Gと同一のものを使うが、欧州との協調性などを考慮し、該当する帯域を完全に包括した帯域である1800 MHz帯 (Band 3) として運用している。
端末としては、2012年にUE Category 4に対応したGL04P (ファーウェイ製) が発売され、上り最大150 Mbpsの高速通信に対応している。しかし、端末はUE Category 4対応を標準化し、製品を投入するも、それに必要な帯域幅をワイモバイルが保有していないうえ、保有している帯域もDC-HSDPAと共用しているため、端末の性能を生かし切れていないのが現状である。
当面は、1800 MHz帯の現有帯域に隣接する5 MHz幅×2の確保を要望していくこと中心に目指す方向としていた (3.5 GHz帯は、ソフトバンクモバイルと実質一体運営と看做されて応札できない可能性もあり、現実的ではないため、まず1800 MHz帯を、としていた) が、ソフトバンクモバイルに吸収合併されたため、ソフトバンクモバイルの免許帯域幅が他社を凌駕する状況となったこともあって、未確定要素を大きく含んでいる。
VoLTEのサービスは、2015年7月より、元々のソフトバンクモバイルの回線を利用したタイプ1契約にて利用開始となった。

#### 今後の方向性

##### SIMロックとの関係
現在、日本では3Gとして、NTTドコモとソフトバンクモバイル、イー・モバイルがW-CDMA、KDDI／沖縄セルラー電話 (各auブランド) がCDMA2000 (→CDMA2000 1x) を採用しており、端末にはすべてSIMロックがかけられている。仮に、すべての端末をSIMフリー化したとしても、au端末は他のキャリアでは（auの携帯回線を使用した仮想移動体通信事業者を除く）使えないことになり、SIMフリーの意味合いは薄れる。
次世代の携帯電話規格がLTEで統一されるとなると、SIMロックフリー化も進めやすくなると考えられ、携帯電話端末と事業者間の縛りも無くすことが可能となる。ただし、各キャリア独自のサービスは他社端末で利用できる可能性は低く、SIMフリー化の恩恵はiモードやEZweb、spモードメールやIS NETによるメールを利用するアプリを利用しないスマートフォン利用者、海外出張の多いビジネスマンなどに限られる可能性が高い。各オペレータが採用する周波数帯の違いのほか、音声通話も、VoIPを利用したLTEのサービスであるVoLTEではなく、ドコモが2011年冬モデルから当面の導入を予定している従来のUMTS、ないしはKDDIのケースであればCDMA2000方式の音声とのデュアルでの提供の継続可能性もあり、この点も障害になる可能性もあるとしている。
各オペレータの獲得周波数帯や3GPPが策定したバンドの違いなどによっても、利用可否が分かれてくる。日本での700 MHz帯は、後述のように、日本での免許認定後、「Band 28」として、3社それぞれの帯域が包括された。800 MHz帯は、ドコモが「Band 19」、KDDI/OCTが「Band 18」と分かれているため、互換性はない。1.5 GHz帯も、ドコモが「Band 21」、KDDI/OCT・ソフトバンクモバイルが「Band 11」とやはり分かれている。

#### 周波数割り当て

##### 1.5/1.7 GHz帯
当初は周波数の帯域の狭さから最大3社に免許が与えられ、落選する事業者がでる見込みだったが、2009年1月に総務省は1.5/1.7 GHz帯を使うことで最大4事業者に割り当てる方針を示した。このうち、1.5 GHz帯は、10 MHz幅2ブロックと2014年まで東名阪地区に限り利用できない7.5 MHz幅（同帯域は、デジタルMCAが東名阪バンドとして利用しているため。2014年3月末を以てデジタルMCAの免許が失効予定であり、それ以降順次利用可能となる。）の帯域を含んだ15 MHz幅の1ブロック、1.7 GHz帯の10 MHz幅1ブロックの4つで申請を受け付けることになった。
2009年5月7日に免許申請が締め切られ、4社が申請し、KDDI／沖縄セルラー電話連合が1.5 GHz帯（希望帯域幅は非公表）でLTE向け、ソフトバンクモバイルが1.5 GHz帯で10 MHz帯域幅を利用しHSPA+・DC-HSDPA・LTE向け、イー・モバイルが1.7 GHz帯・帯域幅が10 MHzでHSPA+・DC-HSDPA・LTE向け、NTTドコモが周波数帯・帯域幅とも非公表だがLTE向けとして申請を出した事が明らかになった。
2009年6月10日に免許の交付予定が明らかになり、KDDI／沖縄セルラー電話連合とソフトバンクモバイルが、何れも1.5 GHz帯 (Band 11) 10 MHz幅、NTTドコモが1.5 GHz帯 (Band 21) 15 MHz幅、イー・モバイルが1.7 GHz帯 (Band 9) 10 MHz幅をそれぞれ割り当てられた。
NTTドコモは1.5 GHz帯 (Band 21) とFOMAサービスエリア用に使われている2 GHz帯 (Band 1)、FOMAプラスエリア用に使われているN800 MHz帯 (Band 19) のオーバーレイによりLTEを展開する予定で（当初は、2 GHz帯のみの利用で、データ端末のみ。FOMA網を利用した音声とのデュアル端末は2011年度冬春モデルから全国展開。1.5 GHz帯およびN800 MHz帯でのLTEサービスは、2012年度第3四半期より展開予定）、LTEとFOMAのデュアルモード端末での展開となっている (即ち、LTEのエリア外でも、FOMAサービスエリアないしはFOMAプラスエリア、東名阪バンドの1.7 GHz帯での利用が可能となる)。サービス開始当初、音声サービスは当面LTE網では提供せず、既存のFOMAネットワークを利用した。海外事業者ローミング受け入れの関係で、割当の2 GHz帯をすべてLTEへ転用することはしないとしており、今後周波数帯の割当があった場合は、LTE向けに丸々利用する方針を検討している。2012年11月に開始された、band 21による、下り最大112.5 Mbpsサポートは、UE Category 4に対応した端末が必要であり、2012年冬モデルでは、発表された端末すべてがUE Category 3に対応した端末であるため、対応エリアでは、下り最大100 Mbpsであった。
KDDI/沖縄セルラー電話連合はN800 MHz帯 (Band 18)/2 GHz帯 (Band 1)/1.5 GHz帯 (Band 11) のオーバーレイ（N800 MHz帯をメインバンドとして10 MHz幅×2を利用し、サブバンドとして2 GHz帯および1.5 GHz帯を用いる方針で、N800 MHz帯の残り5 MHz幅分は、WINで継続利用の方針）により、LTEを展開予定。KDDI/沖縄セルラー電話も、音声はサービス開始当初は既存のCDMA2000網で対応するとしていた。今後周波数帯の割当があった場合は、LTE向けに丸々利用する方針を検討している。
ソフトバンクモバイルは、LTEは既存のSoftBank 3Gで利用している2 GHz帯 (Band 1) の5 MHz幅×2を利用し、1.5 GHz帯 (Band 11) はHSPA+とDC-HSDPAで利用する。後述のように、新規に割当方針が検討される、他社のような800 MHz帯を持っていないことを理由として900 MHz帯 (Band 8) の獲得に固執しており、獲得した場合は、当初から利用できる5 MHz幅×2はHSPA+として運用を行う方針で、LTEでの利用は後から利用できる10 MHz幅分×2となる予定。900 MHz帯はすでに3GPPで策定されているBand8に相当する帯域であることから、一部3G端末でも、現状ではローミング向けではあるものの、Band8の利用が可能な端末を発売している。
イー・モバイルは、すでに利用している1.7 GHz帯 (Band 9) と新規獲得予定の帯域とを連続させ、2010年10月をめどにDC-HSDPAで5 MHz幅分 (従来の割り当て幅に隣接する、当社とBBモバイルのいずれかに追加割り当てを予定していた幅分) を新たに利用開始し、残る5 MHz幅分（当初、BBモバイルに割り当てされていた帯域）を、2012年3月をめどにLTEによる利用でそれぞれ計画している（この場合、下り37.5 Mbpsまでしかスピードが出ないため、DC-HSDPAの運用を行っていない基地局は使っていない5 MHz幅分をLTE用にした上で、下り75 Mbpsとして運用するとしている）。これに伴い、2011年11月より商用サービスの試験運用を開始した。今後、周波数帯の新規割当があった場合は、LTEバンドとして利用する方針。2012年3月に商用サービスを開始し、欧州などとのハーモナイズの関係から、帯域自体は従来の3Gと同一の1.7 GHz帯ながらも、日本国内の1.7 GHz帯の帯域を丸々包括する、1800 MHz帯に相当するBand 3として運用している。
本帯域は逼迫対策バンド (ワイモバイルを除く) の意味合いが強く、本来のLTE向け帯域としては既存の帯域ないしは、後述の700/900 MHz帯がメインとされている (上述のように、KDDI/沖縄セルラー電話連合も、LTE向け帯域としては、N800 MHz帯 (Band 18) をメインバンド、2 GHz帯 (Band 1) および1.5 GHz帯 (Band 11) をサブバンドに位置づけているとしている)。
現在、ワイモバイルが認可されている1.7 GHz帯に隣接する5 MHz幅×2部分（全国バンド）の割当（当該帯域は、3GPPが設定するband 9部分からは外れているため、現実的には、LTE向けBand 3として利用するものとみられている）が検討されているが、イー・アクセスのソフトバンクグループ入りなどもあり、割当の予定時期などは明らかにされておらず、利用可能時期が未定であり、今後の状況により割当自体が不透明な状況となっている。2013年初頭の時点では、ワイモバイル、ドコモ、KDDI/沖縄セルラー電話連合が獲得意向を表明しており、イー・アクセスは現在の帯域を拡張して20 MHz幅×2としての利用、ドコモ・KDDI/OCT連合は、逼迫対策バンドとして5 MHz幅×2での利用を検討しているが、既存の東名阪バンドと隣接していないドコモおよび同帯域自体を保有していないKDDI/OCT連合は、LTEでのキャリア・アグリゲーション(CA)による他帯域との連動活用を将来的な視野に入れているとしている。因みに、ドコモの場合、25 MHz幅×2の帯域自体が連続していたとしても、LTEでは連続して最大20 MHz幅×2でしか利用できないため、データ通信の高速化にあたってはCAを行う必要がある。
ワイモバイルは、2015年4月1日付でソフトバンクモバイルに吸収合併された。合併後のソフトバンクモバイルが所有する帯域がWCP分を合算すると、ドコモだけでなくUQを合算したKDDIまでも上回るため、1800 MHz帯のワイモバイル (同社吸収合併後のソフトバンクモバイル) への追加割当には不透明な要因が生じている。
2018年を目処に、旧ワイモバイル割り当て部分に隣接する帯域（前述の5 MHz幅×2を含む）を20 MHz幅×2が2ブロック、ドコモ東名阪バンドの帯域と同じ部分の東名阪以外での割当（トータルで、20 MHz幅×2）を行う予定となっており、割当された事業者は、防衛省が利用している公共用固定局を他の帯域に移動が終わった部分及び地域から利用可能となる予定。
東名阪外バンドを除く帯域は、後述の3.5 GHz帯の2ブロックとセットで募集されることから、4ブロックとなり、新規事業者を含めた4事業者に割当される可能性もあるとされ、4ブロックに優先順位をつけて応募することができるとしている。応募する新規事業者が出た場合には審査内容により、既存事業者を劣後（新規事業者を優先）とする場合もあるとしている。
東名阪外バンドは、東名阪の同じ帯域をすでに丸々NTTドコモに割当されている事から、ドコモが全国で利用できるように他の帯域とは別枠で応募する方針としている。

##### 700/900 MHz帯
800 MHz帯再編後、700 MHz帯/900 MHz帯 (いわゆる、プラチナバンドと称される) が、移動体通信向け新バンドに割り当てが実施された。700 MHz帯は、CDMA2000を提供する米・ベライゾン・ワイヤレスや、UMTSを提供する米・AT&TがLTEで利用予定の帯域に近い周波数帯 (北米ハーモナイズ案の場合) である (いわゆる、SMHバンド) 。900 MHz帯はUMTS900 (Band 8) に近い周波数帯で、国際調達力、相互ローミングなどの向上を期待する声もあったが、日本の700 MHz帯はアジア太平洋地域にハーモナイズしたAWF案になり、北米市場とハーモナイズはできなかった。
900 MHz帯の割り当て可能な周波数範囲は900 - 915 MHzおよび945 - 960 MHzの計30 MHzで、ここに3GPPバンド8相当の15M Hz幅×2を1ブロック分割り当てる案が有力とされている。700 MHz帯は割り当て可能な周波数範囲が全体で710 - 806 MHzの96 MHzであるが配置は未定。700 MHz帯配置案には北米にハーモナイズした案やアジア太平洋地域にハーモナイズしたAWF案などがある。2015年時点での世界のLTE市場はその50%以上が北米であり、国際調達力はLTE市場の大きい北米案が優位、AWF案は割り当て帯域幅で優位と思われていた。しかし、AWF案は送信周波数703 MHz - 748 MHz、受信周波数758 - 803 MHzのバンドギャップ55 MHzとなっているために日本の710 MHzからの割り当てでは45 MHz×2を全て割り当てることは不可能である。テレビ放送とのガードバンドを15 MHz、800 MHz帯上りとのガードバンドを15 MHz必要な上にバンドギャップ55 MHzで配置しようとすると、700 MHz全体で96 MHz空いていた帯域が20 MHz×2しか割り当てできず、当初周波数利用効率が良いと思われていたAWF案の思惑から大きく外れている。このため、諸外国とのハーモナイズを重視した場合は割当が2社になってしまう可能性があること、3社に割り当てる場合は3GPPによる新たなバンド策定を要することになる。後者の場合は、日本ローカルな周波数帯となる恐れが出てくる。対して、前者の場合は、900 MHz帯に割り当てられる事業者を含め、落選事業者が1社出る恐れがあるとしている。
700 MHz帯/900 MHz帯割当方針は、総務省が上記の年度をめどに割当を検討しており、2011年8月に同省が募集した意見書が9月に公開されたものによると、ソフトバンクバンクモバイルは900 MHz帯に固執しており、獲得できなかった場合には訴訟も辞さない意向を示しているが、他の事業者は、ワイモバイルが900 MHz帯15 MHz幅ないしは700 MHz帯の10 MHz幅ないし15 MHz幅、KDDI/沖縄セルラー電話は900 MHz/700 MHz帯のいずれかを15 MHz幅、ドコモは900 MHz/700 MHz帯で、帯域幅は明らかにしていない。利用通信方式は、いずれの事業者もLTE向け (ソフトバンクモバイルのみ、当初から利用可能な5 MHz幅はHSPA+向けに運用してからの転換を検討) としている。これに対しワイモバイルは、900 MHz帯を獲得できた場合は世界初の900 MHz帯 (Band 8) によるLTEサービスを開始し、データ通信網で同社のMVNOとなっているソフトバンクモバイルを含め、同社の回線を利用した新規MVNO事業者を募る方針を目指すとしていた。900 MHz帯は、ドコモは東名阪バンドを含め140 MHz幅など他社は100 MHz幅クラスの帯域を保有しているが、ワイモバイルはゴールデンバンド/プラチナバンドやIMT-コアバンドを保有しておらず、700 MHz帯よりも先に割り当てられる際に優先的な割当を希望している。
2012年1月27日、900 MHz帯の免許申請が締め切られ、SBMは当初から利用可能な5 MHz幅分はHSPA+向けとする計画 (残りをLTE向けに利用)、ドコモおよびKDDI/沖縄セルラー電話はすべてをLTE向けとして利用する計画を提出しているが、イー・アクセスは、当初利用可能な5 MHz幅分は、HSPA+向けとして利用し、2015年から利用可能となる残り10 MHz幅分をLTE向けとの計画を提出し、これまでの、獲得周波数帯をLTE向けにすべて配分するという方針を事実上撤回していることを明らかにしている。
2012年2月29日付で、900 MHz帯はソフトバンクモバイルへの割当が決まった。
2012年6月28日付で、700 MHz LowバンドがKDDI/沖縄セルラー電話に、700 MHz MiddleバンドがNTTドコモに、700 MHz Highバンドがイー・アクセスに免許が交付された。その後、3GPPでは3社の帯域を包括して「バンド28」に定めた（後に、Bands 28は、APTバンドとも称されている）。
ただし、2012年10月1日に、ソフトバンクモバイルの曽祖父会社にあたるソフトバンク（旧法人。現・ソフトバンクグループ）が、イー・アクセスとの株式交換による経営統合を発表し、イー・アクセスの1800 MHz帯のLTE網をソフトバンクモバイルの利用者に、900 MHz帯/2.1 GHz帯のW-CDMA網をイー・アクセス利用者に相互開放する方針を明らかにした。このため、経営統合が実現した場合、ソフトバンクグループ全体では、700 MHz帯 (10 MHz幅×2、eA)/900 MHz帯 (15M Hz幅×2、SBM)/1.5 GHz帯 (10 MHz幅×2、SBM)/1800 MHz帯 (15 MHz幅×2、eA)/2100 MHz帯 (20 MHz幅×2、SBM)/PHS帯域 (35.1 MHz幅、ウィルコム)/BWA帯域 (30 MHz幅、WCP) を保有することになり、ドコモやKDDIグループ (UQコミュニケーションズおよび沖縄セルラー電話の帯域幅を含む) を大きく凌駕することから、現在使用できていない700 MHz帯 (イー・アクセス免許取得帯域分) を含め、今後の動向が注目される。ソフトバンクグループの孫正義CEOは、グループでの700 MHz帯の利用は当然として行うことを示唆している。
これに加え、2013年に、BWA（2.5 GHz帯）の拡張バンドの割当がUQコミュニケーションズに丸々割り当てられたこともあり、KDDI系とソフトバンク系がグループ全体として保有する全国で使える帯域がドコモをいずれも上回る状況 (ドコモに割り当てられている東名阪バンドを含めての帯域であり、全国バンドのみでみた場合はドコモが他社に比べて逼迫している状況となる) となり、イコールフィッティングの面で不透明な状況となっている。

##### 2 GHz帯TDDバンド
かつて、アイピーモバイルへの免許割り当て方針となった帯域を、総務省は免許交付予定を取り消したが、2017年時点で今後の活用・割当の動きは特段にはない。TD-LTEでは、当帯域はBand 34に規定されている。

##### 3.5 GHz帯TDDバンド
第4世代以降向けとして、FDDバンドの上り帯域相当部分の巻き取り時期を考慮し、早期の帯域確保の観点から、TDDバンド (Band 42に包括される)が割り当てされた。
2014年12月に、3社に40 MHz幅ずつ割当が相当としたことが発表された。KDDIでは、当帯域を低周波数帯域の「プラチナバンド」と対をなす意味を込めて、「ダイヤモンドバンド」と称している。
2016年内を目処に、NTTドコモでは、当帯域2波(20 MHz幅を2波)とLTE1800 MHz帯の3波によるキャリア・アグリゲーションにて、下り最大370 Mbpsのサービスを開始する予定としている。ただし、LTE 1800 MHz帯は、ドコモでは東名阪バンドであるため、当初は東名阪限定での提供となる予定。
2018年を目処に、前述の1800 MHz帯追加と共に、ドコモの割当に隣接する低い帯域から40 MHz幅2ブロックを新たに割当が予定され、既存の割当先となる放送事業者の帯域の移動が行われた後に順次利用可能としている。

#### TD-LTEの「互換」とされているサービス
日本では、ソフトバンクグループ傘下のWireless City Planningが、モニターサービスで使用していたeXtended Global Platform (XGP) 方式の採用をやめ、TD-LTEと100%互換のAXGP (Advanced eXtended Global Platform) 方式を2011年11月より採用。その後、同社のMVNOとしてソフトバンクがSoftBank 4Gの名称にて2012年2月から開始すると発表し、現在サービス提供中である。ソフトバンクではAXGP通信対応スマートフォンやモバイルルータを多数提供している。
KDDI傘下のUQコミュニケーションズがTD-LTE互換のWiMAX Release2.1を採用する方向で検討すると発表し、2.5 GHz帯の周波数追加割り当てがなされた場合に限りサービスを開始するとしていたが、正式に20 MHz幅分丸々割り当てが決まったため、新規割り当て部分を利用してWiMAX 2+サービスを2013年10月31日に開始した。+WiMAXサービスのようにKDDI(au)からWiMAX 2+対応スマートフォンが販売されている。
WCPおよびUQは「互換」と表現しているが、TD-LTEの一部のサブセットを搭載して同様の機能を発揮可能としているもので、厳密にはTD-LTEではない。TD-LTEは音声サービスのVoLTEなど備えるべき機能をすべて搭載する要があり、2者のサービスは、データ通信などで共通機構を有することである。両社とも、利用者認証にはUIMカードを用いる。これは、TD-LTEの認証方式が、W-CDMA系サービスと同様、UIMカードに記録された電話番号を採用していることに起因するもの。因みに、2013年度時点で、WiMAX 2+はKDDI契約、AXGPサービスはソフトバンク契約とのデュアルモードで提供されていることもあり、前者はKDDIないしは沖縄セルラー電話の電話番号が、後者はソフトバンクの電話番号が焼き付けられており、携帯電話の電話番号で利用者認証を行う。このため、前者は、UQ WiMAXとは異なり、UIMを挿入した状態の特定の機器でしか認証できなくなった。音声サービスは提供する予定はなく、MVNOとして提供される事業者側の音声方式などを利用する。総務省では、BWA事業者には電話番号の割当を行わないとしていた。このため、かつてのXGPサービスには、電話番号の入っていないUIMカード状のICチップ(XGP Cardと称した)で利用者認証を行っていた。
このことが起因しているためか、2014年2月時点で、他社へのMVNO提供によるサービスではなく、Wireless City Planningによる独自の提供がなされていない状況にある。同様に、WiMAX 2+も、HWD14のUQブランド版をサービス提供用の端末として用いるなど、KDDI回線のMVNOとのデュアル契約としてしか提供されない。
互換性があることから、LTE-Advancedの機能の1つであるキャリア・アグリゲーション (CA) も対応可能とされ、Wireless City Planningが2014年秋ごろをめどに、既存の利用可能帯域である20 MHz幅と、割り当て自体は既にあったもののこれまで利用ができなかった10 MHz幅を併せ、CAに対応させる方針。帯域自体は連続しているが、母体となるTD-LTE方式自体が最大で20 MHz幅までしか連続で利用できないため、CAによって組み合わせるという。
KDDI・ソフトバンクとも、TD-LTE互換サービス網でのVoLTE利用はできず、自社網LTEエリアでの利用とする予定としている。
技術的には、LTEとTD-LTEのキャリア・アグリゲーションは可能だが、事業者が別であることから、UQのWiMAX 2+とauのLTE、WCPのAXGPとソフトバンクのLTEをキャリア・アグリゲーションとすることは、認められていなかったが、2016年末以降のいずれかの時期に、WiMAX 2+の2波とKDDI自前のLTE帯域うちの1波の計3波によるCAの実施を行う予定としている。

### 米国
2010年9月21日、米業界5位のオペレータであるMetroPCSは商用LTEサービスをラスベガスで開始した。AWS帯 (1700 MHz帯、Band 4) を使用する。
2010年12月、ベライゾン・ワイヤレスは商用LTEサービスをSMHバンドブロックc (700 MHz帯、Band 12) にて開始し、同年にはAT&TモビリティがSHMバンドブロックbに相当する700 MHz帯であるband 17でサービスを開始した。その後、同社では、Band 4 (AWSバンド) も利用開始した。
2012年7月には、スプリント・ネクステルが、PCSバンドGブロック(band 25)で商用サービスを開始した。同年10月にはグアムでドコモパシフィックがband 17でLTEサービスを開始している。
T-Mobile USAは、2013年3月よりAWSバンドで、一部地域で商用サービスを開始した。

### 欧州
欧州はまさに3Gが普及し始めた段階にあり、LTEの導入よりも、今あるGSMと新たな3G、将来のHSPA Evolutionという流れに横からLTEという選択肢が加わったのを、今後、米日やアジアといった他地域でのLTEの普及を見ながら、検討していくところである。
2009年12月14日、TeliaSoneraはスウェーデンのストックホルムとノルウェーのオスロで商用LTEサービスを開始した。

### アジア
中国では、現在UMTSを採用している中国聯合通信とCDMA2000を導入している中国電信が、いずれもLTEへの移行を検討している。一方で、中国移動通信は、現在の3G (TD-SCDMA) の次の世代の通信規格として、LTEのTDD版であるTD-LTEを導入する予定であると伝えられていたが、2013年12月に入り、ようやく商用サービスが開始された。免許自体は中国聯通と中国電信にも付与なされているが、免許が下りた帯域幅は中国移動に比べて著しく少なく、不均衡な状態とされている。このため、2014年以降に、中国聯通・中国電信への新規の周波数帯の割当を含めたLTEサービスの免許が出るか否かが判断されることになった (事実上、TD-LTEのサービス提供をバーターとして、LTEサービスの提供を認める状況と云ってもよい)。
香港では、2010年11月25日より、CSLにて2600 MHz帯のLTEサービスが開始されている。
韓国では、2011年7月1日より、SKテレコムとLG Uplusにて商用LTEサービスが開始された。SKテレコム、LG Uplus共に800 MHz帯を利用する。2012年1月3日より、KTでも商用LTEサービスが開始された。CDMAで使用していた1800 MHz帯を利用する。LGU+が2012年3月付けで完全な全国網LTEサービスを開始している。これは世界初である。
タイでは、AIS、dtac、Truemove Hが2,100 MHzでサービスを実施している。各社ともキャリアアグリゲーションに対応している。
台湾では、中華電信が2014年5月30日より、1800 MHz帯で先行サービスを開始し、続いて6月4日より、台湾大哥大、遠伝電信でも700 MHz帯でサービスを開始した。各社ともキャリアアグリゲーションに対応している。

### 新興市場
インドやアフリカといった新興国市場は、従来の携帯電話事業者の進出が余り進んでおらず、存在するサービスもこなれた技術のGSMが主流となっている。大手携帯電話事業者は新興国市場より先に先進国市場での自社技術の普及を目指すため、こういった新興国市場は比較的規模の小さなベンチャー企業が、無線通信技術としてはLTEに先行するWiMAX技術を使うことで、新たな市場の開拓を目指すと今後の活動を表明している。ベンチャー企業が新興国市場に向かう理由の1つは、先進国市場では既に混み合った無線周波数帯の利用権取得に多額の投資が求められることがある。こういった新興国市場ではGSMと同等コストでのサービス提供が求められる。

## 国際ローミングの状況
LTEでの国際ローミングは、2014年から徐々に立ち上がり、2020年現在では116を超える国・地域へと普及している。
技術的には、GSMアソシエーションにて2010年12月にLTE上でのデータローミングに関する実装ガイドラインが策定されている。2013年に入り、韓国のSKテレコムが香港・シンガポール・フィリピン・スイス・カナダでLTEローミングサービスを開始した他、日本勢もソフトバンクとauが2013年9月、日本もNTTドコモとイー・モバイルが2014年3月に国際ローミングサービスを開始した。ベライゾンも2014年を目処にLTEローミングを開始したい意向を明らかにしている。ただ前述しているように、LTEでは使用される周波数帯域が国によって大きく異なっているため、単一の端末でそれらのbandの多くをカバーするのが難しいことがローミングの障壁となっている。

## 新たな無線端末と今後の展開
LTEが高速通信だけでなく接続遅延も短いのは、携帯電話機やラップトップパソコンより小型軽量の携帯情報端末での採用を想定して開発されたためである。LTEの登場で、モバイルWiMAXやXGPといった通信規格と通信サービスでの競争がはじまり、日本では仮想移動体通信事業者 (MVNO) という非インフラ型の通信サービスを生み出した。VoLTEの提供も始まり、通信網上の電話接続とインターネット接続の境界はあいまいになっている。
将来的に4G(ここではLTEをのぞく)の携帯電話通信が開始される時に、使用電波帯域が3.9G (LTE) と4G (IMT-Advancedなど) で異なっても、LTEの方で共通する点の多い技術を使用していれば4G (IMT-Advancedなど) への移行が簡単に行なえると期待されている。LTEでは3Gに比べて、単に使用周波数の帯域を広げることで高速通信を実現するだけでなく、電波を有効活用する工夫としてフェムトセルの活用やマルチユーザーMIMOといった接続遅延の短縮をも実現する技術などを検討してきた。

## LTE-Advanced
LTE-Advanced (LTE-A) は、LTEの発展規格である。3GPPが3GPP Release.10として2011年4月に基本仕様を策定した。
ITUの定める第4世代移動通信システムの一つ。理論値で最大LTEの10倍程度の速度である。
同方式では、複数の周波数帯 を組み合わせて利用する「キャリア・アグリゲーション」と呼ばれる技術により、最大100 MHz幅×2を利用することにより、ギガビット秒オーダの通信を実現している。

### 日本の状況
2011年1月27日、NTTドコモは、LTE-Advancedの実験用予備免許を取得した。神奈川県横須賀市および相模原市にて実証実験を行った。
2011年1月、韓国電子通信研究院 (ETRI) が開発した伝送速度600メガビットに達するLTE-Advancedの通信実演が公開されている。2013年6月26日、SKテレコムで世界で初めてのLTE-Advanced商用サービスが開始された。他社も、7月中にはサービスを開始する予定である。
2014年、キャリア・アグリゲーション (CA) は、KDDI/沖縄セルラー電話が、Bands 1/18の各10 MHz幅×2を束ねて下り最高150 Mbpsを実現した、4G LTE CAを開始した。NTTドコモは、1800 MHz帯 (Band 3) で下り最高150 Mbpsが実現できていることから、この時点ではVoLTEの導入を先行させ、2014年時点でのCAの導入を見送っており、2015年3月27日からPREMIUM 4Gとして提供開始されたが、当初はデータ通信専用端末で提供された。ソフトバンクモバイルは2015年以降をめどに、LTEネットワークでのCAの導入を検討している。AXGPのCAは、データ端末では2014年に実現し、対応端末がソフトバンクモバイルとワイモバイルから発売されている。ソフトバンクモバイルは、VoLTEと3Gネットワークを利用したHD Voiceは、2014年12月、SoftBank 402SHのアップデート完了後に、順次開始している。
2015年秋には、NTTドコモとKDDIが3波の周波数帯を束ねるサービスを開始し、下り最大300 Mbpsのサービスを一部地域で開始している。いずれも、800 MHz帯、1.5 GHz帯、2 GHz帯を束ねている。
2016年6月には、800 MHz帯、1800 MHz帯、2 GHz帯の3波を束ねた、下り最大375 Mbpsのサービスを開始予定。800 MHz帯はFOMAプラスエリアを停波している基地局であること（地方エリアは原則、FOMAプラスエリアの停波は行わない予定。800MHz帯のフルLTE化は、主に都市部のLTE高トラフィック地域での実施とされる）に加え、1800 MHz帯は東名阪バンドであり限定されたエリアでのサービスとなる。年内にTD-LTEの3.5 GHz帯の電波を利用できることから、同帯域2波と1800 MHz帯の3波を束ねた下り最大370 Mbpsのサービスも開始する予定だが、1800 MHz帯であり東名阪限定のサービスとなる予定である。
2019年9月現在の最大受信速度は、ソフトバンクでは988 Mbps、KDDIでは1237 Mbps、NTTドコモで1288 Mbps（送信時最大131.3 Mbps）のサービスを一部エリアで提供している。2019年冬には、NTTドコモでは最大受信速度1576 Mbpsのサービス開始した。
2020年3月より、NTTドコモでは最大受信速度1.7 Gbpsの通信サービスを開始した。